# Лорк, Мельхиор
Мельхиор Лорк или Лорихс (Фленсбург, 1526—1527 — 1583, Копенгаген) — датский гравёр и художник.

## Биография
Мельхиор Лорк родился в 1526—1527 гг. во Фленсбурге в герцогстве Шлезвиг. Его отец Томас Лорк был знатным городским чиновником, датские короли, посещая Фленсбург, останавливались в доме Лорков.
В 1549 году король Дании Кристиан III выделил Лорку стипендию на образовательную поездку, об этом событии сохранился документ — король подписал его 22 марта 1549 года во Фленсбурге. Лорк путешествовал по южной Германии, и около 1550 года посетил Нюрнберг, а в 1551 году Рим. Лорк получил кратковременную работу в Нойбург-на-Дунае у пфальцграфа Пфальц-Нойбурга Отто Генриха, потом работал для семейства Фуггеров в Аугсбурге.

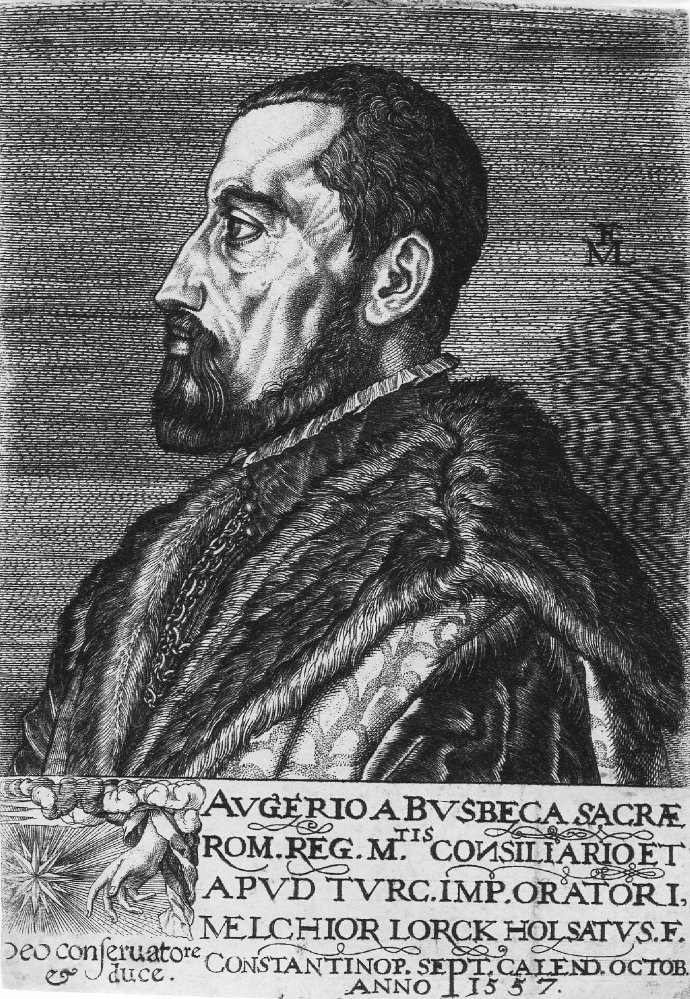
Портрет Ожье Де Бусбека, 1557 год.

В 1555 году Лорк поступил на дипломатическую службу к немецкому королю Фердинанду I (в 1556 году ставшего императором Карлом V). Лорк отправился в составе посольства руководимого Ожье Де Бусбеком в Константинополь в «Блистательную Порту» ко двору султана Сулеймана Великолепного. Целью посольства было вести переговоры по вопросу власти над Венгрией, эа которую спорили обе стороны. После победы турок в битве при Мохаче, контролируемая османами территория Венгрии представляла собой отличный плацдарм для нападения турок на страны Западной Европы. В Константинополе Лорк выполнил множество рисунков, на основании которых позднее были сделаны ксилографии. Спустя несколько лет после смерти Лорка была издана книга, в которой были напечатаны 114 его гравюр.
Лорк вернулся в Западную Европу осенью 1559 года. С 1560 года по 1566 год он жил в Вене, где был нанят герцогом Гансом Шлезвиг-Гольштейн-Хадерслевским, братом будущего короля Кристиана III. Герцог обратился к Лорку с письмом, предложив тому работу. Король Фредерик второй передал граверу через брата Лорка Андреаса щедрый подарок в 200 датских ригсдалеров.
В 1562 году сын Фердинанда I, Максимилиан, был избран во Франкфурте-на-Майне «королём римлян» (то есть будущим императором). Будущий император осуществил путешествие вниз по Дунаю конечным пунктом которого была Вена. Лорк был нанят для устройства триумфальных арок, декорирования улиц в цвета Габсбургов и устройства колодцев с вином.
22 февраля 1564 года император подтвердил дворянский статус Мельхиора Лорка и трех его братьев, Каспара, Бальтазара и Андреаса — основным аргументом для этого было пребывание Мельхиора Лорка в составе посольства в Порте. Примерно в то же время, Лорк был принят на почетную должность стрелка (Hartschier) конной стражи императора с большим годовым окладом и занимал эту должность до 1579 года.
В 1566 году Лорк сопровождал императора во время военной кампании в Венгрии, что позволило граверу стать свидетелем смерти султана Сулеймана Великолепного во время Сигетварской битвы. В декабре того же года император Максимилиан написал довольно необычное письмо своему кузену, королю Фредерику II, прося его, чтобы тот хорошо принял Мельхиора Лорка, так как тот приехал в Данию по делам наследства своего брата Каспара, убитого на Северной семилетней войне. В письме он также требовал вернуть Лорка на императорскую службу, тем самым предполагая, что кузен может задержать художника у себя.

## Гравюры

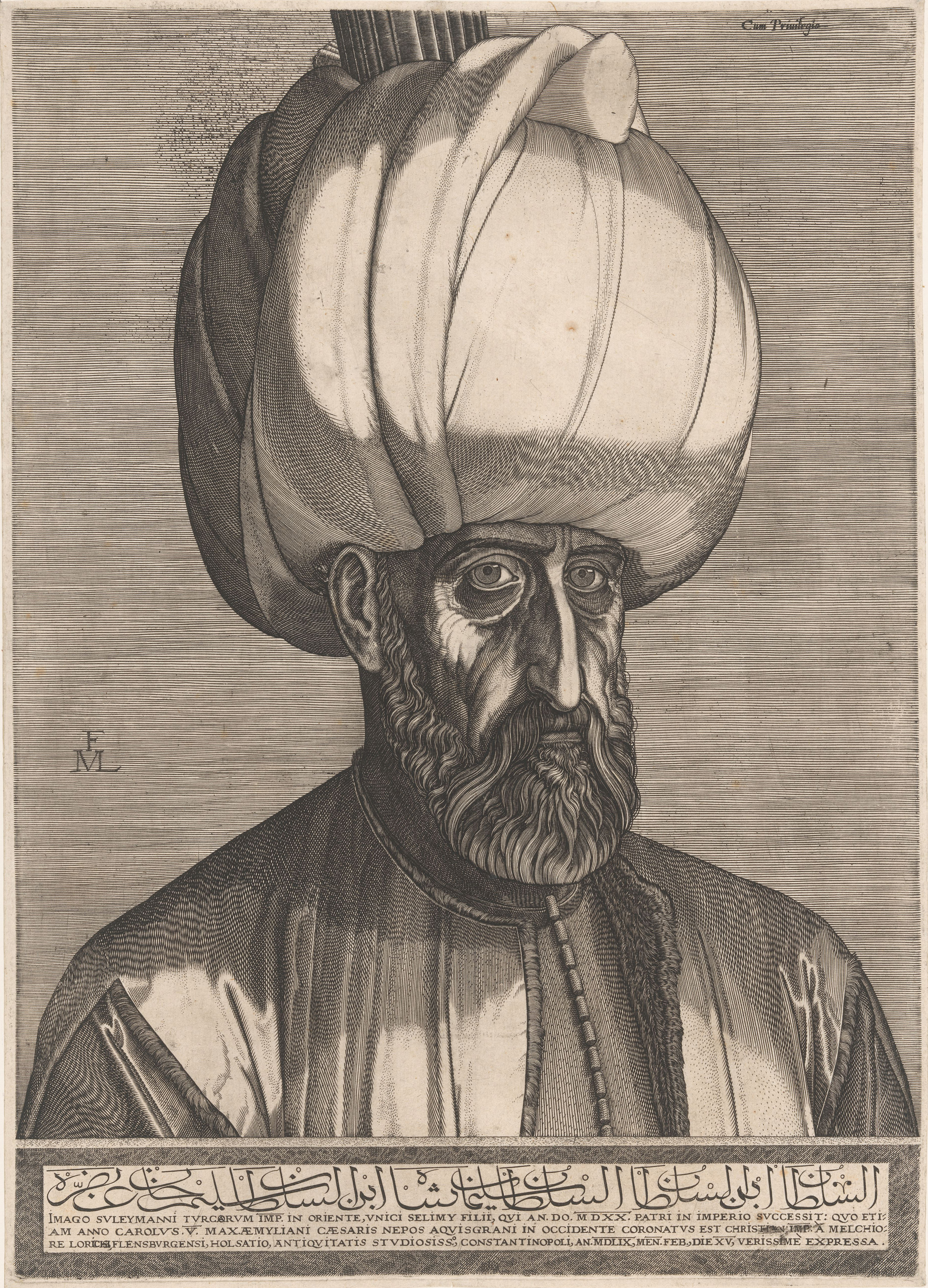
Портрет султана Сулеймана Великолепного, резцовая гравюра на меди, 1562.
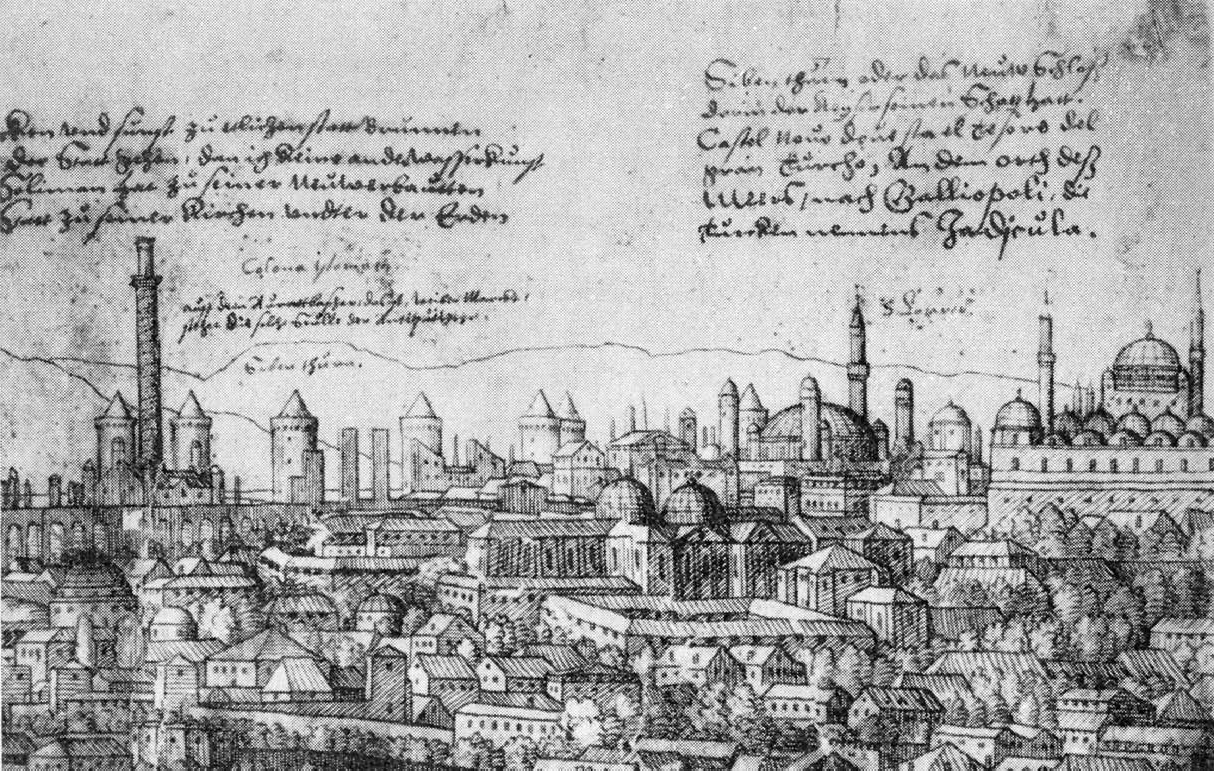
Вид Константинополя, гравюра, 1559.
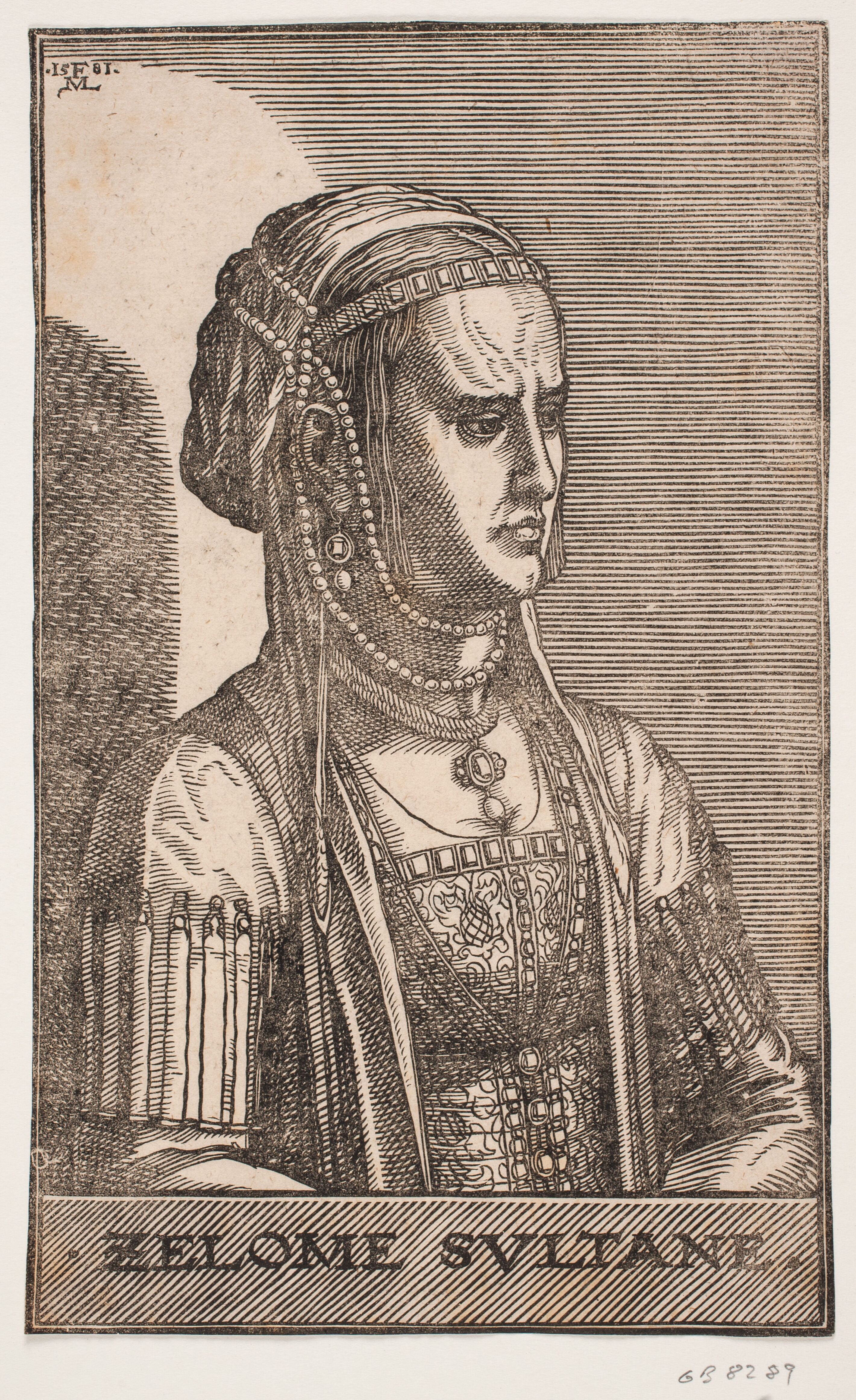
Портрет неизвестной, работы Лорка, ошибочно выдаваемый за портрет Кёсем-султан
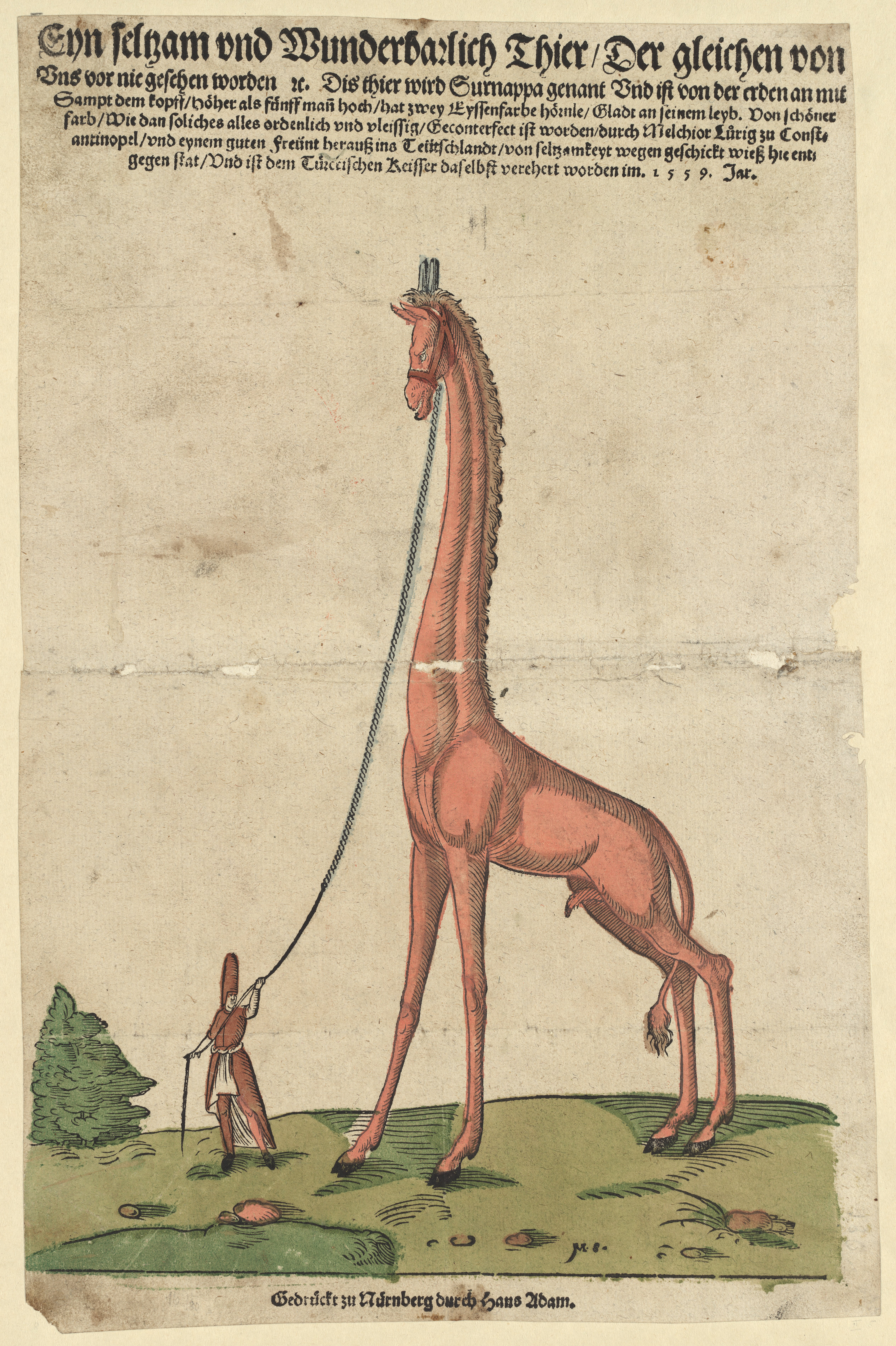
Жираф увиденный в Константинополе, раскрашенная гравюра (1559)